# (31238) Kroměříž
(31238) Kroměříž – planetoida należąca do zewnętrznej części pasa głównego asteroid okrążająca Słońce w ciągu 6 lat i 55 dni w średniej odległości 3,35 j.a. Została odkryta 21 lutego 1998 roku w Kleť Observatory w pobliżu Czeskich Budziejowic przez Janę Tichą i Miloša Tichego. Nazwa planetoidy pochodzi od czeskiego miasta Kromieryż (Kroměříž), którego zabytki zostały wpisane w 1998 roku na listę światowego dziedzictwa UNESCO. Przed nadaniem nazwy planetoida nosiła oznaczenie tymczasowe (31238) 1998 DT1.